# Cova des Càrritx
La cova des Càrritx és una cova natural situada al barranc d'Algendar. Avui en dia no és visitable a causa dels valors geològics i arqueològics que conté. Només hi poden concertar visites científics i experts. Així i tot, la cova és coneguda, ja que és al camí de pas cap a la cova Murada. La cova des Càrritx i el seu contingut s'han conservat en bon estat fins als nostres dies gràcies al fet que, poc temps després del seu abandonament, l'entrada va quedar tapada per una gran roca que es va despendre de la part alta del penyal. Es tracta d'una cova natural d'uns 230 metres de recorregut longitudinal, a la boca de la qual es va construir un mur de grans pedres amb tècnica de construcció ciclòpia. En el primer tram d'uns 170 metres és on s'ha trobat una gran quantitat de material arqueològic, que ha donat una valuosa informació sobre els hàbits i costums de la població prehistòrica de l'illa, especialment els relacionats amb la mort i els rituals funeraris. A la cova es poden diferenciar fins a set sales comunicades entre si a través de corredors i galeries.

## Intervencions arqueològiques
Va ser excavada, entre el 1995 i el 1997, per l'ASOME, Grup d'Arqueoecologia Social Mediterrània vinculat a la Universitat Autònoma de Barcelona. Codirigiren les excavacions els arqueòlegs Vicente Lull, Roberto Risch, Rafael Micó i Cristina Rihuete.

## Descripció de les sales de la cova
- Sala 1: espai quadrangular d'uns 32 m². Encara conserva el mur de parament ciclopi que s'hi va construir en origen, amb el qual es protegia l'interior de la cova. L'ensorrament d'una part de la visera del barranc va clausurar la boca de la cova, cosa que va ajudar a la conservació dels contextos funeraris i rituals prehistòrics que contenia. Aquest espai té dues cotes de nivell. Va funcionar com a cementeri entre el 1450/1400-800 aC.
- Sala 2: espai irregular, baix i allargat. Les restes que contenia procedien del cementeri de la sala 1 (1450/1400-800 aC).
- Sala 3: espai de dimensions notables, també irregular. S'hi va localitzar una petita foguera i dues concentracions de materials arqueològics, una amb predomini d'ossos d'animals i fragments d'estalactites i una altra amb vasos ceràmics (1600-1450/1400 aC).
- Sala 4: separada de la sala 3 per una cortina d'estalactites i estalagmites avui en dia encara actives. Presentava alguns ossos dispersos de Myotragus balearicus, una punta de llança de bronze en una mena d'orifici d'1 metre i mig de profunditat i abundants solcs verticals produïts per dits humans en una de les colades d'argila (1600-1450/1400 aC).
- Sala 5: s'hi accedeix per un ramal del fons de la sala 4, estret i inclinat, pel qual s'ha de reptar per arribar a un petit espai destinat a amagar el dipòsit d'objectes de fusta, ceràmica prehistòrica de Menorca, bronze i contenidors de cabells (1100-800 aC).[4]
- Sala 6: espai de configuració allargada en què es va localitzar un got romput a terra i una petita foguera amb cendres que contenien ossos humans de dits i peus. Molt a prop, al costat de la paret, es va trobar una agrupació d'ossos que representaven una mà que assenyalava la foguera. A l'interior d'unes esquerdes de la paret hi havia ossos humans de mans i peus amb fragments d'estalactites de forma semblant a la dels ossos (1600-1450/1400 aC).[5]
- Sala 7: separada de la 6 per una cortina d'estalactites que va ser retallada i els fragments col·locats en un lloc arrecerat proper (1600-1450/1400 aC). Als 170 m, el darrer punt al qual van arribar les persones que van usar aquests espais durant la prehistòria, sobre una lleixa de la roca natural, es va localitzar una olleta de ceràmica amb dos mugrons orientats cap a la sortida de la cova, és a dir, cap al que s'hi acostava.
- Forat de ses Aritges: Situat al costat de l'entrada de la cova des Càrritx, es tracta d'una petita cova natural amb un mur de tancament ciclopi. Ha estat objecte d'excavació arqueològica en les mateixes campanyes desenvolupades per la Universitat Autònoma de Barcelona a la cova des Càrritx.[6]